# 約束の土地
約束の土地（Ziemia obiecana）は、ポーランドのアンジェイ・ワイダ監督によるドラマ映画。ポーランドの小説家ヴワディスワフ・レイモントの小説を原作した映画。
2015年のポーランド映画博物館によるポーランドの偉大な映画100本では1位を得た。

## ストーリー
19世紀の後半、ポーランドの工業都市ウッチで3人の若者が自分自身の繊維工業を造ることを夢見てる。ポーランド人のカロル・ボロウィエッキはウッチのブフホルツ繊維工業で働くが、今の状態を気に入らず彼の友達、ドイツ人のマックス・ブラウンとユダヤ人モーリッツ・ウェルトに自分自身の繊維工業建築に助けを尋ねる。19世紀のポーランドは資本主義で、工業のライバルが多く仕事の闘争も増え、貧しい人口がとても多い舞台を面してる。カロルはユダヤ人と結婚しているルーシー・ツッカーと不倫関係があり、ある日その不倫を知ったユダヤ人は怒気になり、彼らが完成したばかりの繊維工業を燃え尽きた。彼らは、その後彼らの夢を無くし喧嘩したが、カロルは「それは人生だ」と言って映画は終わる。

## キャスト
- カロル・ボロウィエッキ ｰ ダニエル・オルブリフスキー
- マックス・ブラウン ｰ アンジェイ・セベリン
- モーリッツ・ウェルト ｰ ヴォイチェフ・プスツォニアック
- ルーシー・ツッカー ｰ カリーナ・イェンドルシック
- アンカ ｰ アナ・ネーレベツカ
- マーダ・ミュラー ｰ ボージェナ・ディキール
- へーマン・ブフホルツ ｰ アンジェイ・シャラーウスキー

## 受賞
第9回モスクワ国際映画祭金賞